# Ratpenat de Honshu
El ratpenat de Honshu (Pipistrellus endoi) es troba només al Japó, on viu en boscos temperats.